# Керамический нож
Керамический нож — нож, изготовленный из твёрдой керамики, как правило, на основе диоксида циркония методом сухого прессования и длительного обжига.

## История

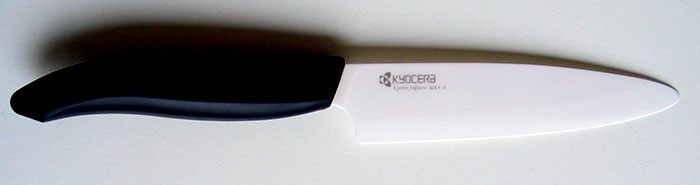
Керамический нож Kyocera

Производство керамических ножей было начато в 1985 году в Японии компанией Kyocera.
1 октября 2024 года компания Kyocera объявила о выпуске лимитированного набора керамических ножей в честь 40-летия создания первого в Японии керамического ножа, представленного на Международной выставке ремесел в Киото 1 октября 1984 года. Юбилейный набор, включающий 4,5-дюймовый универсальный и 5,5-дюймовый нож сантоку в цветах "Эгейский синий" или "Ботанический зеленый", поступит в продажу осенью 2024 года по цене $85. За 40 лет компания Kyocera продала более 20 миллионов керамических ножей, которые отличаются долговечной остротой, легкостью, гигиеничностью и устойчивостью к коррозии.

## Технология
Сырьём для производства керамических ножей выступает минерал циркон, из которого производится диоксид циркония. Порошок прессуется в формах, после чего заготовка подвергается обжигу при температуре 1500 °C в течение длительного времени (не менее 2 суток) Лезвия керамических ножей могут быть белого и чёрного цвета. В ножи с чёрным лезвием добавляется специальный краситель и выпекаются они более длительное время, в связи с чем являются более износоустойчивыми и дорогими.

## Свойства
Твёрдость лезвия керамического ножа находится в диапазоне 8,2-8,5 по шкале Мооса. Вместе с тем, этот материал достаточно хрупок и чувствителен к ударам, перегибам лезвия и падениям. Керамическим ножом нельзя резать твердые, жесткие и очень плотные продукты наподобие замороженных полуфабрикатов, мяса или рыбы с костями. Ими не стоит также резать фрукты и овощи с твёрдой и прочной кожурой (арбуз, дыня, капуста и т. п.). Категорически нельзя совершать рубящие движения керамическим ножом, а также резать им на твердой поверхности, во избежание выщербления режущей кромки. В отличие от металлических ножей, лезвие из керамики не подвержено коррозии и долго не требует заточки.